# Corruption au Maroc
Au Maroc, la corruption est un phénomène social important et touchant tous les secteurs de la société (santé, immobilier, justice, armée). 
Selon la Banque mondiale, elle représente environ 39 milliards de dirhams par an. 
Régulièrement dénoncée par l'association Transparency Maroc, aucun gouvernement dans l'histoire du Maroc n'a eu la volonté politique de s'y attaquer sérieusement. L'instance de lutte contre la corruption ne dispose ainsi d'aucun réel pouvoir.

## Historique
Bien que l'islam interdise expressément la corruption, ce phénomène était présent dans les administrations du makhzen depuis des siècles au moins, comme l'attestent les récits des religieux français du XVIIe siècle

## Législation
Le Code pénal marocain sanctionne théoriquement la corruption. Ainsi, il a consacré dix articles (Articles 248 à 256-bis) à ce crime, il les a groupés dans une quatrième section nommée « corruption et trafic d'influence », laquelle fait partie du troisième chapitre réservé aux crimes et délits contre l'ordre public commis par les fonctionnaires.

### Éléments constitutifs
Les éléments constitutifs du crime de la corruption sont, d'après l'article 248 :
- La qualité de l'auteur : magistrat, fonctionnaire, personne investie d'un mandat électif, arbitre, expert, médecin, chirurgien ou personnel de santé.
- L’élément matériel : une sollicitation d’un avantage quelconque ou son agrément (pour la corruption passive) ou l’offre d’un avantage (dans le cas de la corruption active). Il importe peu que cette contrepartie au pacte de corruption ait été effectivement reçue ou non.
- L’élément psychologique : une volonté de corrompre. Le délit « est déduit implicitement ». La jurisprudence exige, pour qu’il y ait corruption qu’il y ait un lien, dans l’esprit de l’auteur de l’infraction, entre l’avantage sollicité ou offert et l’acte attendu du corrompu.

L'article 251 parle du corrupteur, sans préciser sa fonction. Ainsi, il dispose :
- « Quiconque, pour obtenir soit l'accomplissement ou l'abstention d'un acte, soit une des faveurs ou avantages prévus aux articles 248 à 250, a usé de voies de fait ou menaces, de promesses, offres, dons ou présents, ou autres avantages, ou cédé à des sollicitations tendant à la corruption, même s'il n'en a pas pris l'initiative, est, que la contrainte ou la corruption ait ou non produit son effet, puni des mêmes peines que celles prévues auxdits articles contre la personne corrompue.»

Par ailleurs, l'article 256 – 1 rajouté par le dahir n° 1-04-129 du 29 rejeb 1425 (15 septembre 2004) portant promulgation de la loi n° 79-03 dispose :
- « Le corrupteur, qui dénonce aux autorités judiciaires une infraction de corruption, lorsque la dénonciation a eu lieu avant de donner suite à la demande présentée à lui à cet effet, ou s’il établit dans le cas où il a donné suite à la demande de corruption que c’est le fonctionnaire qui l’a obligé à la verser »

### Peines encourues
- Emprisonnement de deux à cinq ans et d'une amende de 2 000 à 50 000 dirhams soit 180 à 4510 € ;
- Cinq ans à dix ans de réclusion et 5 000 à 100 000 dirhams d’amende, lorsque la somme est supérieure à 100 000 dirhams.

## Institutions étatiques et privées de la lutte contre la corruption
- Instance nationale de la Probité, de la Prévention et de la Lutte contre la corruption, institution prévue par la Constitution marocaine du 1er juillet 2011 (article 36);
- Transparency Maroc, Association marocaine de lutte contre la corruption;

## Affaires criminelles

### 2000-2010
- 25 juillet 2000 : 29 personnes dont des examinateurs, des responsables d'auto-écoles et des intermédiaires sont impliquées dans une affaire de corruption découverte à Nador et dans deux de ses localités. Cette affaire a été soulevée après de nombreuses plaintes formulées par des candidats à l'examen devant le parquet[4].
- 22 janvier 2001: Laâfoura, ancien gouverneur de Hay Mohammadi Ain Sebaâ, à Casablanca, est condamné à dix ans de prison ferme.
- 25 janvier 2008 : trois gendarmes soupçonnés de corruption ont été présentés devant le tribunal de première instance de Inezgane. Le Commandement régional de la gendarmerie royale d'Agadir avait ouvert une enquête, à la suite de la dénonciation, pour corruption de trois éléments du poste de gendarmerie de transport aérien par un usager de l'aéroport Agadir - Al Massira[5].

### 2010-2020
- 15 février 2012: un médecin accusé de corruption a été condamné à un an de prison ferme assorti d'une amende de mille dirhams, par la Chambre correctionnelle près le tribunal de première instance de Casablanca[6].
- 11 décembre 2012: Un premier groupe de 15 prévenus, parmi 40 douaniers et policiers poursuivis pour « comportements frauduleux » et « actes de harcèlement » dans le cadre de l'affaire dite « des agents du poste de Bab Sebta », a été jugé par un tribunal de Tétouan. Des peines d'un an de prison ont été prononcées contre sept douaniers agents du service informatique, , deux autres douaniers, du service d'inspection, ont écopé de six mois ferme. Quatre policiers ont pour leur part été condamnés à quatre mois de prison et 4 000 dirhams d'amende, tandis qu'un douanier et un agent de la sûreté nationale ont été innocentés[7].

## Statistiques
Les affaires de corruptions soumises au tribunaux du Royaume se présentent comme suit:
| Année | Nombre d'affaires | variation |
| ----- | ----------------- | --------- |
| 2001  | 2731              |           |
| 2002  | -                 | -         |
| 2003  | 5438              | -         |
| 2004  | 4838              | -         |
| 2005  | -                 | -         |
| 2006  | -                 | -         |
| 2007  | -                 | -         |
| 2008  | -                 | -         |
| 2009  | -                 | -         |

On observe une stabilisation du phénomène de corruption depuis une dizaine d'années si l'on se réfère à l'indice de perception de la corruption (IPC). Le tableau suivant nous donne un aperçu de l'évolution entre 1999 et 2012.
| Années                     | 1999 | 2000 | 2001 | 2002 | 2003 | 2004 | 2005 | 2006 | 2007 | 2008 | 2009 | 2010 | 2011 | 2012 |
| -------------------------- | ---- | ---- | ---- | ---- | ---- | ---- | ---- | ---- | ---- | ---- | ---- | ---- | ---- | ---- |
| Classement                 | 45   | 37   | -    | 52   | 70   | 77   | 78   | 79   | 72   | 80   | 89   | 85   | 80   | 88   |
| Classement relatif sur 100 | 45   | 41   | -    | 51   | 53   | 53   | 49   | 48   | 40   | 44   | 49   | 48   | 44   | 50   |
| Score IPC                  | 4,1  | 4,7  | -    | 3,7  | 3,3  | 3,2  | 3,2  | 3,2  | 3,5  | 3,5  | 3,3  | 3,4  | 3,4  | 3,7  |
| Nombre de pays concernés   | 99   | 90   | 91   | 102  | 133  | 145  | 158  | 163  | 180  | 180  | 180  | 178  | 183  | 176  |